# Sylhet (distrito)
Pronunciação
Sylhet é um  pequeno distrito de Bangladesh e está situado na divisão de Sylhet. Situa-se nas margens do rio Surma, no nordeste de Bangladesh. A cidade tem uma população de mais de 500.000 pessoas. É cercada por plantações de chá, montanhas sub-tropicais, florestas tropicais e vales de rios; a região é uma das principais turísticas destinos no país.